# Ur kackerlackors levnad
Ur kackerlackors levnad är en roman av den svenska författaren Inger Alfvén, utgiven 1984 på Albert Bonniers Förlag.
Boken utspelar sig på en båt i franska Västindien mellan fyra svenska huvudpersoner. Henrik har förverkligat sin dröm om frihet och bor tillsammans med hustrun Eva, som tidigare var balettdansös, och deras tre söner på en gammal båt vid ön Guadeloupe. Till dem kommer på besök från Sverige barndomsvännen Torsten, läkare i Stockholm och hans flickvän Marianne, zoolog och specialist på kackerlackor.
Henriks tropiska paradis är dock inte den idyll han beskrivit i sina brev. Under fjorton semesterdagar utvecklas och förvandlas förhållandet mellan vännerna och växer till en kamp på liv och död.